# Subtle as a Flying Mallet
Subtle as a Flying Mallet je druhé sólové studiové album velšského multiinstrumentalisty Dave Edmundse, vydané v roce 1975 společností RCA Records. Nahráno bylo ve studiu Rockfield a produkoval jej sám Edmunds. Obě strany původní desky uzavírají živé nahrávky, pocházející z koncertu v Cardiffu. V roce 2006 album vyšlo v reedici se dvěma bonusovými písněmi. Reedice z roku 2013 obsahuje osm bonusů.

## Seznam skladeb
| Pořadí         | Název                              | Autor                                       | Délka |
| -------------- | ---------------------------------- | ------------------------------------------- | ----- |
| 1.             | Baby, I Love You                   | Phil Spector, Ellie Greenwich, Jeff Barry   | 3:33  |
| 2.             | Leave My Woman Alone               | Ray Charles                                 | 2:39  |
| 3.             | Maybe                              | Richard Barrett                             | 2:55  |
| 4.             | Da Doo Ron Ron                     | Spector, Greenwich, Barry                   | 2:22  |
| 5.             | Let It Be Me                       | Gilbert Bécaud, Mann Curtis, Pierre Delanoë | 2:47  |
| 6.             | No Money Down (koncertní nahrávka) | Chuck Berry                                 | 3:52  |
| 7.             | A Shot of Rhythm and Blues         | Terry Thompson                              | 2:44  |
| 8.             | Billy the Kid                      | aranžmá Dave Edmunds                        | 3:36  |
| 9.             | Born to Be with You                | Don Robertson                               | 3:33  |
| 10.            | She's My Baby                      | Nick Lowe                                   | 3:38  |
| 11.            | I Ain't Never                      | Mel Tillis, Webb Pierce                     | 3:16  |
| 12.            | Let It Rock (koncertní nahrávka)   | Berry                                       | 3:01  |
| Celková délka: | Celková délka:                     | Celková délka:                              | 37:20 |

| Bonusy na reedici (2006) | Bonusy na reedici (2006) | Bonusy na reedici (2006)                    | Bonusy na reedici (2006) |
| Pořadí                   | Název                    | Autor                                       | Délka                    |
| ------------------------ | ------------------------ | ------------------------------------------- | ------------------------ |
| 1.                       | Pick Axe Rag             | Edmunds, Mickey Gee                         | 2:56                     |
| 2.                       | Some Other Guy           | Richard Barrett, Jerry Leiber, Mike Stoller | 2:25                     |

## Sestava
- Dave Edmunds – zpěv, kytara, baskytara, klávesy, bicí
- Billy Bremner – kytara, zpěv
- Pick Withers – bicí
- Terry Williams – bicí

- Brinsley Schwarz – doprovodná skupina v „Let It Rock“ a „No Money Down“ (live in Cardiff)
  - Bob Andrews – klavír
  - Ian Gomm – kytara, zpěv
  - Nick Lowe – baskytara
  - Billy Rankin – bicí
  - Brinsley Schwarz – kytara